# Desaparición de Lisa Marie Young
Lisa Marie Young (Nanaimo, Columbia Británica; 5 de mayo de 1981) era una joven canadiense indígena que desapareció el 30 de junio de 2002, cuando tenía 21 años. Había pasado la noche en un club local y en varias fiestas en la casa, antes de irse con un hombre que acababa de conocer. Aunque nunca ha sido localizada, su desaparición pasó a ser investigada como un presunto homicidio.

## Biografía
Lisa Marie Young era la hija mayor, y única hija, del matrimonio formado por Don Young y Marelene "Joanne" Martin. Tenía dos hermanos menores, Brian y Robin. Martin era miembro de la Primera Nación Tla-o-qui-aht, relacionada con los Nuu-chah-nulth, de la costa oeste de la isla de Vancouver. Sus dos padres asistieron a la escuela residencial Kakawis, en la cercana isla de Meares.
Su madre la describió como una mujer independiente, muy trabajadora, constante y con una "fuerza interior que era totalmente increíble". Dallas Hulley, un conocido de Young y la última persona en verla, la describió como una persona "extrovertida, confiada, alegre".
En el momento de su desaparición, el padre de Young la estaba ayudando a mudarse a su propio departamento al norte de Nanaimo, algo que le entusiasmaba. Young también se estaba preparando para comenzar a trabajar en un centro de llamadas, que debía haber empezado dos días después a su desaparición, y consideraba seguir una educación superior, con la esperanza de convertirse en presentadora televisiva de deportes.

## Desaparición
La noche del 29 de junio de 2002, Young salió de la residencia de sus padres a las 23 horas para ir a una discoteca con varios amigos. A sus padres les pareció extraño, ya que Young tenía una apretada agenda aquella semana. Young pasó la noche en un club en el centro de Nanaimo llamado Jungle (posteriormente renombrado como Evolve NightClub) donde ella y varios amigos celebraron el cumpleaños de su amigo Hulley. Después de que cerrase, en torno a las 2:30 de la madrugada, ya siendo 30 de junio de 2002, uno de los amigos de Young comenzó una conversación con Christopher Adair, quien les ofreció llevarlos a una fiesta al sur de Nanaimo en su Jaguar rojo. A pesar de conocerlo poco, Young y sus amigos aceptaron la oferta.
El grupo pasó una hora en la primera fiesta en la casa antes de pasar a una segunda fiesta en otra casa. Fue en ese punto, cuando Young aseveró tener hambre, pero que no pudo encontrar nada para comer al ser vegetariana. Fue el propio Adair quien se ofreció a llevarla a una tienda de bocadillos cercana, a lo que Young aceptó. La última vez que se vio a Young fue alrededor de las 3:00 de la mañana, yéndose de la fiesta con Adair.
No mucho después de que dejara la fiesta, Hulley recibió una llamada telefónica de Lisa, quien le dijo que Adair no la llevó a un restaurante de comida rápida ni la dejó en casa, sino que estaba sentada en su automóvil en un camino y Adair no la dejaba irse. La última vez que Young contactó a Hulley fue a las 4:30, cuando ella le envió un mensaje de texto que decía: "ven a buscarme, no me dejarán ir". Las últimas señales telefónicas de Young fueron remitidas en el área de la bahía Departure de Nanaimo. Los miembros de la familia de Young nunca volvieron a tener contacto ni línea con el teléfono móvil de Lisa, ni supieron qué sucedió aquella noche.

## Investigación
El 30 de junio de 2002, los padres de Young no supieron de su paradero. En un primer momento, pensaron que Young podría estar demasiado ocupada para contestar al teléfono móvil, pero comenzaron a preocuparse cuando el excompañero de cuarto de Young los visitó para preguntarles sobre el paradero de Young. Después de llamar a todos los números telefónicos de su agenda, sus padres contactaron con la Policía Montada en Nanaimo. Al principio, se les dijo a los padres de Young que llamaran cuando cumpliera el plazo de 48 horas y siguieran sin tener noticias de ella. Sin embargo, un oficial de la Montada decidió acercarse a la casa familiar para hacer preguntas y obtener la foto de Young. Unos días después, la policía les dijo a los padres de Young que su Unidad de Delitos Graves estaba investigando su desaparición.
Adair fue entrevistado dos meses después de la desaparición de Young. Había sido previamente condenado por asalto, fraude y robo en Kamloops (Columbia Británica), así como por uso no autorizado de tarjetas de crédito en Edmonton, en la provincia de Alberta. La madre de Young habló con Adair en una sala de interrogatorios policiales. Antes de la reunión, se le pidió que trajera fotos de Young cuando era niña, con la esperanza de que la culpa lo hiciera confesar. Ella le preguntó sobre el paradero de Young, a lo que respondió con un "No puedo. Lo siento, no quiero faltarle el respeto a su familia". Las autoridades se negaron a confirmar la validez de dicha conversación. El automóvil de Adair pertenecía a su abuela, Geraldine "Gerry" Adair, quien era un miembro destacado de la comunidad empresarial de Qualicum Beach. Vendió el automóvil durante la investigación y amenazó con emprender acciones legales si su nieto seguía implicado en la desaparición de Young. Falleció en 2011.

## Hechos posteriores
La madre de Young sufrió complicaciones de salud después de que Young desapareciera. Antes de que Martin muriera el 21 de junio de 2017, había tenido diálisis, padecía hipertensión, y estaba en lista de espera para un trasplante de riñón. Los miembros de la familia de Martin creen que la causa del deterioro de su salud fue el estrés al que se vio sometida diariamente por no saber qué le sucedió a su hija. La hermana de Martin, Carol Frank, reveló que trató de ocultar al público su ascendencia y su origen vinculado a las Primeras Naciones por temor a que se supusiera erróneamente que Young era una prostituta, adicta al alcohol o las drogas, o que vivía en las calles. Por su parte, Hulley, la última persona en saber de Young, murió el 25 de marzo de 2018, a los 38 años, en un accidente de tráfico en que resultó atropellado mientras caminaba por el arcén.